# De Havilland DH.71 Tiger Moth
El De Havilland DH.71 Tiger Moth fue un monoplano monoplaza británico, diseñado para investigar el vuelo a alta velocidad y probar motores de reemplazo para el Cirrus. Sólo se construyeron dos ejemplares.

## Diseño y desarrollo
Era un monoplano de ala baja basado en los biplanos Moth anteriores con una cubierta de contrachapado sujeta a esfuerzos y una cabina diseñada en torno a su piloto de pruebas, Hubert Broad, para hacerla lo más aerodinámica posible: esto dio como resultado que los lados del fuselaje se inclinaran hacia afuera para acomodar a sus hombros. El Tiger Moth poseía un tren de aterrizaje convencional fijo con un patín de cola. El primer avión construido (matrícula G-EBQU) voló por primera vez desde el aeródromo de Stag Lane el 24 de junio de 1927 y fue equipado con un motor ADC Cirrus II de 63 kW (85 hp) para comprobar sus características de manejo. Este fue luego reemplazado por el motor prototipo del comandante Halford, entonces llamado Gipsy. El segundo ejemplar, G-EBRV, fue equipado con un motor Cirrus y voló por primera vez el 28 de julio de 1927.

## Historia operacional
Ambos aviones fueron inscritos para la King's Cup Race de 1927, que se celebraría en Hucknall el 30 de julio; el 'QU fue retirado, pero Broad voló el 'RV en la carrera, retirándose debido a problemas de manejo.
En agosto de 1927, Broad voló el G-EBQU sobre un circuito cerrado de 100 km para establecer un nuevo récord para aeronaves ligeras de Clase III de 300,09 km/h. Cinco días después voló hasta los 5849 m sin oxígeno en un intento de romper el récord de altitud de su categoría. Para estos intentos de récord, el avión fue equipado con nuevas alas con una envergadura reducida de 6 m.
El G-EBQU se exportó a Australia en 1930 y fue matriculado como VH-UNH. El 17 de septiembre de 1930 se estrelló cuando el motor se paró mientras practicaba para una carrera aérea, muriendo el piloto David Smith. El segundo fuselaje estuvo expuesto durante un tiempo por fuera de la fábrica de De Havilland en Hatfield, donde finalmente fue destruido el 3 de octubre de 1940 durante un ataque aéreo.

## Especificaciones (G-EBRV)
Referencia datos: De Havilland Aircraft since 1909.

### Características generales
- Tripulación: Uno (piloto)
- Longitud: 5,7 m (18,6 ft)
- Envergadura: 6,9 m (22,5 ft)
- Altura: 2,1 m (7 ft)
- Superficie alar: 7,1 m² (76,5 ft²)
- Peso vacío: 280 kg (617,1 lb)
- Peso cargado: 411 kg (905,8 lb)
- Planta motriz: 1× motor lineal de 4 cilindros refrigerado por aire ADC Cirrus II.
  - Potencia: 63 kW (87 HP; 86 CV)
- Hélices: Bipala de paso fijo

### Rendimiento
- Velocidad máxima operativa (Vno): 267 km/h (166 MPH; 144 kt)

## Aeronaves relacionadas

### Secuencias de designación
- Secuencia DH._ (interna de De Havilland): ← DH.68 - DH.69 - DH.70 - DH.71 - DH.72 - DH.73 - DH.74 →